# ZA-102
La ZA-102 es una carretera autonómica castellanoleonesa situada en el límite autonómico de las comunidades de Castilla y León y Galicia. Por ello, la administración de la misma depende tanto de la Junta de Castilla y León, donde forma parte de la Red Complementaria Local de carreteras de la Junta de Castilla y León.
El inicio de esta carretera está al noreste de la localidad orensana de Vilavella, en el cruce con la N-525 con la carretera autonómica gallega OU-124, y el final en la localidad de Porto. La longitud de esta carretera es aproximadamente de 18,64 kilómetros y transcurre por las provincias de Zamora y Orense, pasando por las comarcas de Sanabria y de Viana. En las 2 partes, la primera parte por el oeste de la Zamora, entre el sur de la localidad de Villanueva de la Sierra y el sur de la localidad gallega de Poblado de San Sebastián y la segunda parte por el noroeste de la Zamora, entre el este de la localidad gallega de Pradorramisquedo y Porto.
Sus principales características son que consta de una sola calzada, con un carril para cada sentido de circulación y tiene un ancho de plataforma de 4 metros. Su limitación de velocidad es de 60 km/h, debido a la estrechez de la carretera y a las numerosas curvas. Además está presente la peligrosidad de los animales sueltos, debido a que las carretera atraviesa a lo largo de todo su recorrido monte o bosques, y el peligro de hielo en la calzada, pues la carretera atraviesa zonas de penumbra.

## Localidades de paso
- Villanueva de la Sierra
- Pías
- Porto

## Tramo

### Situación actual
| Tramo                                                                 | PK Inicio | PK Final | Longitud | Administración  | Año culm |
| --------------------------------------------------------------------- | --------- | -------- | -------- | --------------- | -------- |
| N-525 - Límite de C.A. de Castilla y León                             | 0,000     | 1,100    | 1,100    | ES-GAL-JG-CMATI | 4/10     |
| Límite de C.A. de Galicia - ZA-101                                    | 1,100     | 8,300    | 7,200    |                 | 4/10     |
| ZA-101 - Límite C.A. de Galicia                                       | 8,300     | 13,500   | 5,200    |                 | 4/10     |
| Límite de C.A. de Castilla y León - Límite de C.A. de Castilla y León | 13,500    | 21,020   | 7,520    | ES-GAL-JG-CMATI | 4/10     |
| Límite de C.A. de Galicia - Porto                                     | 21,020    | 27,360   | 6,340    |                 | 4/10     |

### Tramo
| Tramo                                   | PK Inicio | PK Final | Longitud | Actuación | Sección final | Valoración Mill. €             | Sección inicial | Año culminación |
| --------------------------------------- | --------- | -------- | -------- | --------- | ------------- | ------------------------------ | --------------- | --------------- |
| Límite de C.A. de Galicia N-525 - Porto | 0,000     | 27,360   | 27,360   | Mejora    | 5/10          | 2,35 (1,68 en Castilla y León) | 4/10            | 2020            |

## Trazado
La carretera comienza en el punto kilométrico 117,350 de la N-525, en las cercanías de la localidad de Villavela con un trayecto de 1,11 kilómetros de longitud de la carretera autonómica gallega OU-124 hasta el límite provincial de Orense/Zamora. La carretera continúa hacia el norte, atravesando el límite con Castilla y León y llegando a Villanueva de la Sierra. Tras diversas curvas, la carretera llega a Pías y, tras superar la localidad, la carretera llega al cruce con la ZA-101, que se dirige a Barjacoba. La carretera bordea el Embalse de Pías y, al volver a la provincia de Orense, atraviesa el Poblado del Salto de San Sebastián y llega a Pradorramisquedo con el trayecto de unos 7,5 kilómetros de la carretera OU-124. La carretera vuelve a la provincia de Zamora y tras superar el puente sobre el río Bibey, la carretera enlaza con la carretera que se dirige a Valdín y entra en Porto, donde finaliza.

### Cruces de las carreterasOU-124yZA-102
| A Canda (N-525) - Porto | A Canda (N-525) - Porto | A Canda (N-525) - Porto                       | A Canda (N-525) - Porto               | A Canda (N-525) - Porto                              | A Canda (N-525) - Porto                                        | A Canda (N-525) - Porto     | A Canda (N-525) - Porto     | A Canda (N-525) - Porto |
| Carretera               | PK                      | Sentido Porto (creciente)                     | Sentido Porto (creciente)             | Sentido Porto (creciente)                            | Sentido N-525 (decreciente)                                    | Sentido N-525 (decreciente) | Sentido N-525 (decreciente) | Notas                   |
| Carretera               | PK                      | Velocidad                                     | Elemento                              | Salida                                               | Salida                                                         | Elemento                    | Velocidad                   | Notas                   |
| ----------------------- | ----------------------- | --------------------------------------------- | ------------------------------------- | ---------------------------------------------------- | -------------------------------------------------------------- | --------------------------- | --------------------------- | ----------------------- |
| OU-124                  | 0,000                   |                                               |                                       | OU-124 Pías - Porto                                  | N-525 Benavente - Puebla de Sanabria La Gudiña - Orense - A-52 |                             |                             |                         |
| OU-124                  | 0,650                   |                                               |                                       | COMIENZO TRAMO CURVAS PELIGROSAS                     | FIN TRAMO CURVAS PELIGROSAS                                    |                             |                             |                         |
| OU-124                  | 0,850                   |                                               |                                       | FIN TRAMO CURVAS PELIGROSAS                          | COMIENZO TRAMO CURVAS PELIGROSAS                               |                             |                             |                         |
| OU-124                  | 0,890                   |                                               | ↑1,5 km↑                              | COMIENZO TRAMO CURVAS PELIGROSAS                     | FIN TRAMO CURVAS PELIGROSAS                                    |                             |                             |                         |
| OU-124 ZA-102           | 1,100                   |                                               |                                       | CASTILLA Y LEÓN Provincia de Zamora                  | GALICIA Provincia de Orense                                    |                             |                             |                         |
| OU-124 ZA-102           | 1,100                   | Continúa por: ZA-102 Pías - Porto             | Continúa por: OU-124 Vilavella        |                                                      |                                                                |                             |                             |                         |
| ZA-102                  | 2,390                   |                                               |                                       | FIN TRAMO CURVAS PELIGROSAS                          | COMIENZO TRAMO CURVAS PELIGROSAS                               | ↑1,5 km↑                    |                             |                         |
| ZA-102                  | 2,400                   |                                               |                                       | Villanueva de la Sierra                              | Villanueva de la Sierra                                        |                             |                             |                         |
| ZA-102                  | 2,500                   |                                               | ↑1 km↑                                | COMIENZO TRAMO CURVAS PELIGROSAS                     | FIN TRAMO CURVAS PELIGROSAS                                    |                             |                             |                         |
| ZA-102                  | 3,450                   |                                               |                                       | FIN TRAMO CURVAS PELIGROSAS                          | COMIENZO TRAMO CURVAS PELIGROSAS                               | ↑1 km↑                      |                             |                         |
| ZA-102                  | 3,800                   |                                               |                                       | Villanueva de la Sierra                              | Villanueva de la Sierra                                        |                             |                             |                         |
| ZA-102                  | 5,125                   |                                               | ↑1 km↑                                | COMIENZO TRAMO CURVAS PELIGROSAS                     | FIN TRAMO CURVAS PELIGROSAS                                    |                             |                             |                         |
| ZA-102                  | 6,150                   |                                               |                                       | FIN TRAMO CURVAS PELIGROSAS                          | COMIENZO TRAMO CURVAS PELIGROSAS                               | ↑1 km↑                      |                             |                         |
| ZA-102                  | 6,400                   |                                               | ↑1 km↑                                | COMIENZO TRAMO CURVAS PELIGROSAS                     | FIN TRAMO CURVAS PELIGROSAS                                    |                             |                             |                         |
| ZA-102                  | 7,400                   |                                               |                                       | FIN TRAMO CURVAS PELIGROSAS                          | COMIENZO TRAMO CURVAS PELIGROSAS                               | ↑1 km↑                      |                             |                         |
| ZA-102                  | 7,500                   |                                               |                                       | PÍAS                                                 | PÍAS                                                           |                             |                             |                         |
| ZA-102                  | 7,950                   |                                               | ↑1 km↑                                | COMIENZO TRAMO CURVAS PELIGROSAS                     | FIN TRAMO CURVAS PELIGROSAS                                    |                             |                             |                         |
| ZA-102                  | 8,800                   |                                               |                                       | PÍAS                                                 | PÍAS                                                           |                             |                             |                         |
| ZA-102                  | 9,075                   |                                               |                                       | FIN TRAMO CURVAS PELIGROSAS                          | COMIENZO TRAMO CURVAS PELIGROSAS                               | ↑1 km↑                      |                             |                         |
| ZA-102                  | 9,200                   |                                               |                                       | COMIENZO TRAMO CURVAS PELIGROSAS                     | FIN TRAMO CURVAS PELIGROSAS                                    |                             |                             |                         |
| ZA-102                  | 9,400                   |                                               |                                       | ZA-101 Barjacoba                                     | ZA-101 Barjacoba                                               |                             |                             |                         |
| ZA-102                  | 10,000                  |                                               |                                       | FIN TRAMO CURVAS PELIGROSAS                          | COMIENZO TRAMO CURVAS PELIGROSAS                               |                             |                             |                         |
| ZA-102                  | 10,600                  |                                               |                                       | OU-0902 Sever - Cepedelo - Viana del Bollo           | OU-0902 Sever - Cepedelo - Viana del Bollo                     |                             |                             |                         |
| ZA-102 OU-124           | 13,500                  |                                               |                                       | GALICIA Provincia de Orense                          | CASTILLA Y LEÓN Provincia de Zamora                            |                             |                             |                         |
| ZA-102 OU-124           | 13,500                  | Continúa por: OU-124 Pradorramisquedo - Porto | Continúa por: ZA-102 Pías - Vilavella |                                                      |                                                                |                             |                             |                         |
| OU-124                  | 13,600                  |                                               |                                       | Poblado del Salto de San Sebastián                   | Poblado del Salto de San Sebastián                             |                             |                             |                         |
| OU-124                  | 14,200                  |                                               |                                       | Poblado del Salto de San Sebastián                   | Poblado del Salto de San Sebastián                             |                             |                             |                         |
| OU-124                  | 15,400                  |                                               |                                       | COMIENZO TRAMO CURVAS PELIGROSAS                     | FIN TRAMO CURVAS PELIGROSAS                                    |                             |                             |                         |
| OU-124                  | 15,700                  |                                               |                                       | FIN TRAMO CURVAS PELIGROSAS                          | COMIENZO TRAMO CURVAS PELIGROSAS                               |                             |                             |                         |
| OU-124                  | 17,900                  |                                               |                                       | Pradorramisquedo                                     | Pradorramisquedo                                               |                             |                             |                         |
| OU-124                  | 19,200                  |                                               |                                       | COMIENZO TRAMO CURVAS PELIGROSAS                     | FIN TRAMO CURVAS PELIGROSAS                                    |                             |                             |                         |
| OU-124                  | 19,400                  |                                               |                                       | FIN TRAMO CURVAS PELIGROSAS                          | COMIENZO TRAMO CURVAS PELIGROSAS                               |                             |                             |                         |
| OU-124 ZA-102           | 21,000                  |                                               |                                       | CASTILLA Y LEÓN Provincia de Zamora                  | GALICIA Provincia de Orense                                    |                             |                             |                         |
| OU-124 ZA-102           | 21,000                  | Continúa por: ZA-102 Porto                    | Continúa por: OU-124 Pías - Vilavella |                                                      |                                                                |                             |                             |                         |
| ZA-102                  | 25,300                  |                                               |                                       | Central Hidroeléctrica de Porto Granja escuela       | Central Hidroeléctrica de Porto Granja escuela                 |                             |                             |                         |
| ZA-102                  | 25,850                  |                                               |                                       | Río de Valdesirgas                                   | Río de Valdesirgas                                             |                             |                             |                         |
| ZA-102                  | 25,900                  |                                               |                                       | COMIENZO TRAMO CURVAS PELIGROSAS                     | FIN TRAMO CURVAS PELIGROSAS                                    |                             |                             |                         |
| ZA-102                  | 26,850                  |                                               |                                       | FIN TRAMO CURVAS PELIGROSAS                          | COMIENZO TRAMO CURVAS PELIGROSAS                               |                             |                             |                         |
| ZA-102                  | 26,950                  |                                               |                                       | Río Bibey                                            | Río Bibey                                                      |                             |                             |                         |
| ZA-102                  | 27,010                  |                                               |                                       | Valdín Hotel El Ciervo Centro de Turismo Rural Porto | Valdín Hotel El Ciervo Centro de Turismo Rural Porto           |                             |                             |                         |
| ZA-102                  | 27,110                  |                                               |                                       | PORTO                                                | PORTO                                                          |                             |                             |                         |
| ZA-102                  | 27,360                  |                                               |                                       | Fin de la ZA-102                                     | Comienzo de la ZA-102 Continúa por: ZA-102 Pías - Vilavella    |                             |                             |                         |